# ۱۰۲۰ (میلادی)
۱۰۲۰ (میلادی) هزارو بیستمین سال تقویم میلادی است.

## درگذشتگان
- فردوسی، سخن‌سرای نامی ایران و سرایندهٔ شاهنامه (ت. ۹۴۰)
- لیف اریکسون، کاوشگر اسکاندیناویایی

‎